# Cinamato metilecgonina
La cinamato metilecgonina es un alcaloide tropánico presente en la planta de coca. Su nombre más común, cinamoilcocaína, refleja su estrecha similitud estructural con la cocaína. Se dice que es farmacológicamente inactiva. Sin embargo, algunos estudios financiados por las agencias antidrogas implican que podría ser biológicamente activa cuando se fuma. La cinamato metilecgonina puede dimerizar a ácido truxílico produciendo truxilina.